# アラビアンマジック
『アラビアンマジック』（Arabian Magic）は、1992年にタイトーから発売されたアーケードゲーム。ベルトスクロールアクションゲームである。筐体によって2人協力プレイ可能なものと4人協力プレイ可能なものがある。
キャッチコピーは「やつらには魔剣。」

## 概要
主人公はラシッド王子、リサ姫、シンドバット、アフシャールの4人。
バランテスを倒すこと、宝石を7つ集めて、魔法で猿の姿に変えられてしまった王様の呪いを解き救出することが目的である。

## 基本ルール
8方向レバー、3ボタン（Aボタンで攻撃、Bボタンでジャンプ、Cボタンでランプの精を呼ぶ）で操作を行う。全7ステージ。
ゲームの開始時に4体の性能の違うキャラクターのうち1体をプレイヤーキャラクターとして選ぶ。
攻撃ボタンを押しっぱなしにすると武器を構えて敵の攻撃を防御することが出来るが、レーザー攻撃などは防ぎきれない。
シンドバットだけは防御モーション中に力を溜めることができ、ボタンを離すことで溜め攻撃を出すことが出来る。また、リサ姫とアフシャールは進行方向のレバーを連続で入力することで突撃攻撃が可能。
ステージの要所要所には、得点アイテム、パワーアップ、体力回復アイテムなどがある。
魔法のランプ（いわゆるボンバーに相当）は1個以上持っている時に使用出来るが、使用中は敵が攻撃してこないため、無敵となる。なお、ゲームオーバー時、コンティニュータイマーが15カウント以内にクレジットを投入してスタートボタンを押すと継続プレイが出来る。魔法のランプを1つサービスしてくれる、またはスコアの持ち越しも可能。

## ボーナス
- ステージクリアボーナス

ステージをクリアするとボーナス1000点入る。
- タイマーボーナス

ステージクリア時、残りタイマーが数分として加算される。
- ストックボーナス

ゲームクリア時の残りストック数が加算される。
- ランプボーナス

ゲームクリア時の残り魔法のランプが加算される。

## ミスの条件
以下の条件でミスとなる。通常設定で3回（変更可能）のミスでゲームオーバー。
- 体力が無くなる
- タイムオーバーになる（制限時間が0）